# عبد الكريم العنزي (لاعب كرة قدم سعودي)
عبد الكريم عايد العنزي (مواليد 21 مارس 1995) هو لاعب كرة قدم سعودي يلعب حاليًا في نادي القريات.
مثل نادي النصر في الفئات السنية و العروبة .